# Quad (unità di misura)
Il quad è un'unità di misura dell'energia usata negli Stati Uniti d'America e nel Regno Unito, principalmente nell'ambito dei sistemi di riscaldamento. 1 quad equivale a 1015 British thermal unit (BTU), ovvero circa 1,055×1018joule.